# 普兰-代朗松
普兰-代朗松（法語：Prin-Deyrançon，法語發音：[pʁɛ̃ deʁɑ̃sɔ̃]）是法国德塞夫勒省的一个市镇，属于尼奥尔区。

## 地理
普兰-代朗松（46°13'18"N, 0°38'11"W）面积16.12 平方千米，位于法国新阿基坦大区德塞夫勒省，该省份为法国西部内陆省份，北起曼恩-卢瓦尔省，西接旺代省，南至夏朗德省和滨海夏朗德省，东临维埃纳省。
与普兰-代朗松接壤的市镇（或旧市镇、城区）包括：克朗沙邦、勒布尔代、埃帕讷、米尼翁河畔莫泽、拉罗谢纳尔、圣伊莱尔拉帕吕。

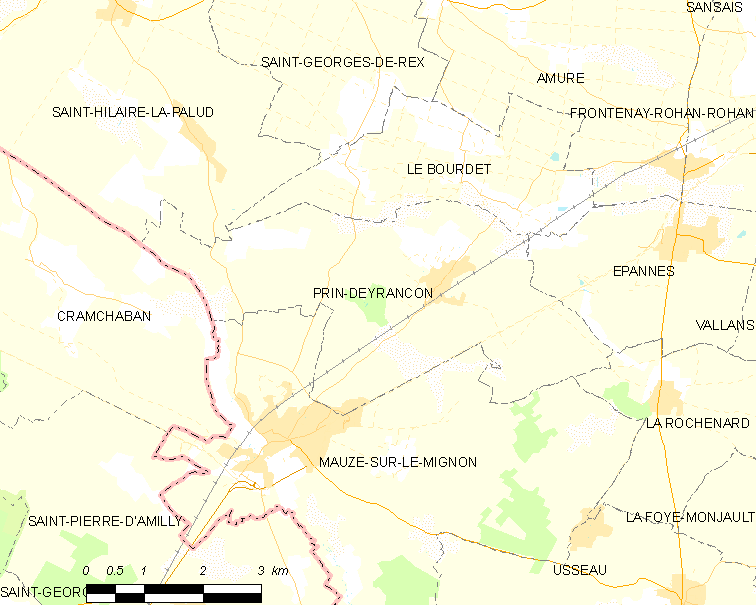
普兰-代朗松的OSM定位图

普兰-代朗松的时区为UTC+01:00、UTC+02:00（夏令时）。

## 行政
普兰-代朗松的邮政编码为79210，INSEE市镇编码为79220。

## 政治
普兰-代朗松所属的省级选区为米尼翁-布托讷县。

## 人口

1962-2008年间普兰-代朗松人口变化图示

普兰-代朗松于2022年1月1日时的人口数量为597人。